# Tillandsia caerulea
Tillandsia caerulea är en gräsväxtart som beskrevs av Carl Sigismund Kunth. Tillandsia caerulea ingår i släktet Tillandsia och familjen Bromeliaceae. Inga underarter finns listade i Catalogue of Life.